# Купање (филм)
„Купање“ је југословенски филм из 1972. године. Режирао га је Јован Аћин, а сценарио је писао Милан Шећеровић.

## Улоге
| Глумац           | Улога |
| ---------------- | ----- |
| Босиљка Боци     |       |
| Слободан Перовић |       |
| Славко Симић     |       |
| Добрила Стојнић  |       |
| Марко Тодоровић  |       |
| Рената Улмански  |       |